# Philippe-Henri de Ségur

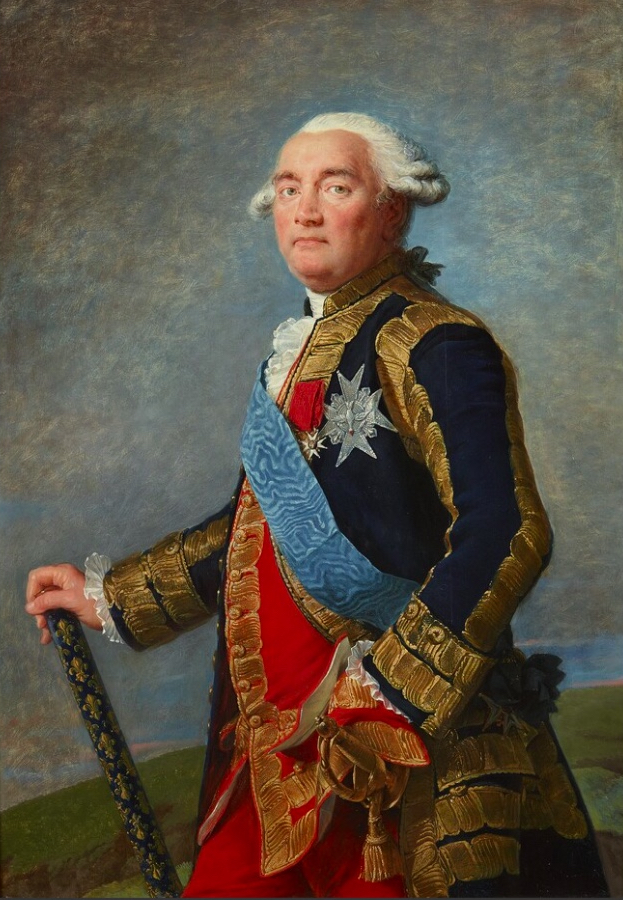
Philippe-Henri de Ségur als Marschall von Frankreich
(Gemälde von Joséphine Houssay naar Elisabeth Louise Vigée Le Brun, 1798)

Philippe Henri, marquis de Ségur-Ponchat (* 20. Januar 1724; † 8. Oktober 1801) war ein französischer Marschall und Kriegsminister.
Er war der einzige Sohn des Grafen Henri-François de Ségur (1689–1751) aus dem Geschlecht der Grafen von Ségur und der Angélique de Froissy (1702–1785), natürliche (uneheliche) Tochter von Philippe II. de Bourbon, duc d’Orléans, der sie vier Jahre später offiziell anerkannte.

## Militärkarriere
Er trat 1739 als Kornett in das Régiment de Rosen cavalerie ein, in dem er später auch Capitaine wurde. Am 22. August 1743 übernahm er als Colonel en second das Kommando über das Infanterieregiment de Vexin und am 1. Dezember das über das Infanterieregiment de Soissonnais. Auf diesen Posten stand er unter dem Oberkommando seines Vaters in Italien und in Böhmen. 1746 wurde er in der Schlacht bei Roucoux verwundet und verlor im Jahr darauf in der Schlacht bei Lauffeldt einen Arm. Am 27. Juli 1747 wurde er zum Brigadier des armées du roi befördert.
Am 23. März 1748 folgte er seinem Vater als Lieutenant général in der Champagne und in Brie nach. Am 25. August 1749 wurde er zum Maréchal de camp befördert. 1753 wurde Ségur zum Gouverneur der Grafschaft Foix ernannt.
Während des Siebenjährigen Krieges führte er ein Kommando in der Schlacht bei Hastenbeck, der Schlacht bei Krefeld und der Schlacht bei Minden. Am 25. Mai 1758 wurde er zum Generalinspekteur und am 18. Mai 1760 zum Lieutenant-général der Infanterie ernannt.
In der Schlacht bei Kloster Kampen im Oktober 1760 geriet er in Kriegsgefangenschaft.
Am 7. Juni 1767 wurde er in den Ordre du Saint-Esprit aufgenommen. 1775 folgte die Ernennung zum Gouverneur der Franche-Comté und am 25. Dezember 1780 die Ernennung zum Kriegs-Staatssekretär (Secrétaire d’État à la Guerre – de facto Kriegsminister). Im Jahre 1783 führte er den ständigen Generalstab ein und erließ für die damalige Zeit bemerkenswerte Regulierungen betreffend der Kasernen und Militärhospitäler. Am 13. Juni 1783 wurde er zum Marschall von Frankreich ernannt, gab aber am 29. August 1787 sein Amt als Kriegs-Staatssekretär auf.
Unter seiner Ägide wurde am 22. Mai 1781 das sogenannte, und 1784 nochmals erweiterte, „Édit de Ségur“ verabschiedet (offiziell geheißen RÉGLEMENT portant que nul ne pourra être proposé à des sous - lieutenances s'il n'a fait preuve de quatre générations de noblesse). Dieses  „Reglement, bestimmend dass niemand zum Unterleutnant vorgeschlagen werden möge, der nicht den Nachweis über vier Generationen adeliger Herkunft erbracht hat“ behielt allein dem alten Schwertadel und dem reichen Hofadel die direkte Beförderung in Offiziersstellen vor. Dies war damals noch durch Stellenkauf möglich, dessen schrittweise Abschaffung allerdings Ségurs Vor-Vorgänger Saint-Germain schon 1776 eingeleitet hatte. Ségurs Edikt wurde vielfach missachtet, dennoch sorgte es für große Verärgerung unter der betroffenen wohlhabenden Bourgeoisie und dem jungen Amtsadel. Aber auch das Unteroffizierskorps reagierte auf den streckenweise missverständlich formulierten Erlass empört, obwohl ihm, nach Verdienst und Eignung, der Aufstieg zum Offizier wie bisher offen stand; das Edikt gilt somit als einer der Mitauslöser der Französischen Revolution von 1789.
Während der Terrorherrschaft der Französischen Revolution hielt man ihn im Gefängnis Prison de la Force gefangen. Nach seiner Freilassung wurde sein gesamtes Vermögen beschlagnahmt und er lebte von da an in großer Armut. Erst Napoléon Bonaparte gewährte ihm 1800 eine Pension. De Ségur starb im Jahr darauf.